# Italo Kuhne
Italo Kuhne (Napoli, 7 maggio 1930 – Napoli, 23 marzo 2001) è stato un giornalista e avvocato italiano.
Giornalista RAI, ha lavorato in particolare per la Redazione Sport del TG3 Campania dove effettuava i commenti alle partite della Nocerina, della Cavese e infine del Napoli, per 90º minuto e per la Domenica Sportiva, raccontando i due scudetti conquistati dai partenopei nelle stagioni 1986-1987 e 1989-1990.

## Biografia
Diplomato all'I.S.E.F. e laureato in giurisprudenza ha esercitato la professione di avvocato fino al 1974, collaborando, come giornalista pubblicista, con varie testate tra le quali Il Giornale, Roma, Radio Rai. 

### Carriera giornalistica
Abbandonata la carriera forense, diventa giornalista professionista, quando viene assunto in Rai per lavorare nella terza rete nel 1975.

### Curiosità
È stato tedoforo alle Olimpiadi di Roma nel 1960 ed ha ricevuto la stella d'argento del CONI al merito sportivo.
Fu un grande appassionato di sci e a lui, che vinse più di un titolo ai campionati mondiali di sci dei giornalisti, è stato dedicato un trofeo sciistico che si assegna annualmente a Roccaraso.

### Morte
È morto nel 2001 a Napoli.